# مارك جاي ميرسكي
مارك جاي ميرسكي (بالإنجليزية: Mark Jay Mirsky)‏ هو كاتب أمريكي وأستاذ اللغة الإنجليزية في كلية مدينة نيويورك. ولد عام 1939م في بوسطن.

## أعماله الروائية
● أنت دودة يعقوب
  ● أحداث الرعاع
  ● بلو هيل افنيو
  ●الطاولة السرية
  ● آدم الأحمر

## أعمال أخرى
كتب وحرر مقدمة يوميات روبرت موسيل 1899-1942، ونشر العديد من الأعمال والمقالات في The Partisan Review و New Directions Annual بوسطن صنداي غلوب ومجلة نيو يورك تايمز بوك ريفيو.
يشغل حاليًا منصب محرر مجلة فيكشن، وهي مجلة أدبية تأسست في مدينة الكلية عام 1972 بالتعاون مع دونالد بارثيلمي وماكس فريش. ألف مسرحية خزانة الأم هوبارد، التي قُدمت ضمن فعاليات مهرجان نيويورك الدولي لعام 2007.

## الفهرس
- Thou Worm Jacob (1967), Macmillan.
- Proceedings of the Rabble (1970), The Bobbs-Merrill Company.
- Blue Hill Avenue (1972), The Bobbs-Merrill Company.
- The Secret Table (1975), NY Fiction Collective.
- My Search for the Messiah: Studies and Wanderings in Israel and America (1977), Macmillan .
- The Red Adam (1990), Sun & Moon Press.
- The Absent Shakespeare (2002), Fairleigh Dickinson University Press.
- Dante, Eros and Kabbalah (2003), Syracuse University Press.
- Puddingstone: Franklin Park (2014), self-published on Amazon.
- A Mother's Steps: A Meditation on Silence (2016), self-published on Amazon

## روابط خارجية
- Mark Mirsky about 9/11
- Interview about Dante, Eros and Kabbalah - at The Brooklyn Rail.